# Csordás Gábor (költő)
Csordás Gábor (Pécs, 1950. augusztus 6. –) József Attila-díjas (2006) magyar költő, műfordító, szerkesztő, kritikus, a Jelenkor Kiadó volt igazgatója.

## Életpályája
A pécsi Állami Nagy Lajos Gimnáziumban érettségizett, majd 1968–1974 között a Pécsi Orvostudományi Egyetem hallgatója volt. 1974–1980 között a Pécsi Orvostudományi Egyetem Élettani Intézete Idegélettani Kutatócsoportjának tanársegéde volt. 1978–1985 között a József Attila Kör tagja, 1980–1984 között vezetőségi tagja volt. 1981 óta a Magyar Írószövetség tagja. 1972-ben belépett az MSZMP-be, 1985-ben kilépett belőle. 1980-tól öt éven át a Jelenkor olvasószerkesztője, majd egy év kihagyással 1986–1987 között ismét a lap olvasószerkesztője, 1987–1990 között főszerkesztője, 1989–1993 között a Jelenkor Irodalmi és Művészeti Kiadó, 1993-tól 2015-ig a Jelenkor Kiadó igazgatója volt. 2015. június 26-tól szerkesztőként, szakmai tanácsadóként folytatja a kiadói munkát. 1997-től öt évig könyvkiadói ismereteket oktatott a PTE-BTK-n.

## Költészete
A neoavantgárd ösztönzését és a klasszikus formakultúrát egyaránt gazdagon felhasználó, ironikus-groteszk szemléletű versei bonyolult utalásokkal, gazdag árnyalatokkal fejezik ki a széttört világ élményét, s az egyén kiszolgáltatottságát. Lengyel, cseh, szlovák, szerbhorvát, román, szlovén, angol, francia, német nyelvből fordít. Kritikák, esszék, tanulmányok szerzője.

## Művei
- A nevelő nevelése (vers, 1980)
- Kuplé az előcsarnokban (vers, 1984)
- Javítások, rontások (vers, 2002)
- Pécs 1944; szerk. Csordás Gábor, fotók Gellér Marcell; Jelenkor, Pécs, 2004
- Párhuzamos olvasókönyv. Nádas Péter regényének forrásai és visszhangjai; szerk. Csordás Gábor; Jelenkor, Pécs, 2012

## Műfordításai
- W. P. Szymanski: Órák helyett percek (regény, 1987)
- Wisniewski–Snerg: A robot (regény, 1987)
- František Halas versei (1988)
- Wisława Szymborska: Csodák vására (versek, 1988)
- Herman Wouk: Háború és emlékezet I–III. (1989–1991)
- Herman Wouk: Végső győzelem (regény, 1990)
- Mircea Dinescu: A halál újságot olvas (Csiki Lászlóval, versek, 1991)
- Dale Brown: Az ég urai (regény, 1992)
- Jack Higgins: Dillinger (regény, 1992)
- K. Wozencraft: Drog (bűnügyi regény, 1992)
- Tomaž Šalamun: Póker (Parti Nagy Lajossal és Oravecz Imrével, versek, 1993)
- Dale Brown: A parancs (regény, 1994)
- Richard Rorty: Esetlegesség, irónia és szolidaritás (Boros Jánossal, 1994)
- Nedjelko Fabrio: Város az Adrián (1995)
- Jacques Derrida: Marx kísérletei (Boros Jánossal és Orbán Jolánnal, 1995)
- Jacques Derrida: Esszé a névről (Boros Jánossal és Orbán Jolánnal, 1996)
- Aleš Debeljak: A csend szótára (Gállos Orsolyával és Parti Nagy Lajossal, versek, 1996)
- Evandro Agazzi: A jó, a rossz és a tudomány (Boros Jánossal és Orbán Jolánnal, 1996)
- Jacques Derrida: A másik egynyelvűsége avagy Az eredetprotézis (1997)
- Jacques Derrida: Ki az anya? (1997)
- Wisława Szymborska: Kilátás, porszemmel (1997)
- Karl-Markus Gauss: Keserű tinta: esszék a XX. századi közép-európai irodalomról (1997)
- Jacques Derrida: A disszemináció (1998)
- Friedirike Mayröcker: Utazás az éjszakán át (1999)
- Miljenko Jergović: Szarajevói Marlboro (1999)
- Jacques Derrida: Istenhozzád Emmanuel Lévinasnak (2000)
- Dragan Velikić: Dante tér (2001)
- Michel de Montaigne: Esszék I. (2001)
- Michel de Montaigne: Esszék II. (2002)
- Kajetan Kovič: Bodzaórák (versek, másokkal, 2002)
- Radoslav Petković: Sors és körvonal (2003)
- Michel de Montaigne: Esszék III. (2003)
- Nedjeljko Fabrio: Bereniké fürtje (2004)
- Slavenka Drakulić: A légynek sem ártanának (2005)
- Edvard Kocbek: Éjszakai ünnepély (válogatott versek, 2006)
- Nedjeljko Fabrio: Triemeron, (2006)
- Radoslav Petković: Az ember, aki álmában élt (2009)
- Ognjen Spahić: Hansen gyermekei (2009)
- Richard Swartz (szerk.) A közeli más (esszék, másokkal, 2008)
- A káosz vigasza (Utjeha kaosa) (kortárs horvát költők antológiája, másokkal, 2009)
- Roger Scruton: A pesszimizmus haszna, (2011)
- Ernesto Laclau: A populista ész (2011)
- Alain Badiou: Szent Pál, az egyetemesség apostola (2012)
- Mileta Prodanović: Kert Velencében (2013)
- Zahava Szász-Stessel: Bor és tövisek Tokajhegyalján (2013)
- Alan Hollinghurst: Más apától (2013)
- Miljenko Jergović: Buick Riviera (2014)
- Herman Wouk: A háború szele (második kiadás, 2016)
- François Rabelais: Harmadkönyv (2017)
- Miljenko Jergović: Gloria in excelsis (2017)
- Miljenko Jergović: Diófa-házikó (2017)
- Radoslav Petković: A halál tökéletes emlékezete (2017)
- Alain Badiou: Lét és esemény (előkészületben)
- Douglas Stuart: Az ifjú Mungo (2024)

## Díjai, elismerései
- A Művészeti Alap Elsőkötetesek Díja (1981)
- KISZ-díj (1985)
- Wessely László-díj (1986)[2]
- Az Európa Könyvkiadó Nívódíja (1987)
- Pécs város művészeti díja (1998)
- a Köztársasági Elnök aranyérme (2000)
- Pro Civitate díj (2000)
- a lipcsei nemzetközi könyvvásár díja (2004)
- Solidarność Emlékérem (2005)
- József Attila-díj (2006)
- a szerb Pen Club műfordítói díja (2007)[2]
- Doszitej Obradovics-díj (2009)[2]
- Mészöly Miklós-díj (2009)
- Bazsalikom Műfordítói Díj (2009)